# Варсунгъёган
Варсунгъёган (устар. Ворсун-Юган) — река в России, в Приуральском районе Ямало-Ненецкого АО. Устье реки находится в 33 км от устья реки Кедровой по левому берегу. Длина реки составляет 14 км.

## Данные водного реестра
По данным государственного водного реестра России относится к Нижнеобскому бассейновому округу, водохозяйственный участок реки — Обь от впадения реки Северная Сосьва до города Салехард, речной подбассейн реки — бассейны притоков Оби ниже впадения Северной Сосьвы. Речной бассейн реки — (Нижняя) Обь от впадения Иртыша.
Код объекта в государственном водном реестре — 15020300112115300032439.